# Tumbes megye
Tumbes megye Peru legkisebb területű megyéje, az ország északnyugati részén található. Székhelye Tumbes.

## Földrajz
Tumbes megye Peru északnyugati részén helyezkedik el. Területét partvidéki síkság és alacsonyabb hegyek jellemzik: legmagasabb pontja az 1538 méter magas Cerro Campana. A megye keleten Ecuadorral, délen Piura megyével, nyugaton és északon pedig a Csendes-óceánnal határos.

### Tartományai
A megye 3 tartományra van osztva:
- Contralmirante Villar
- Tumbes
- Zarumilla

## Népesség
A megye népessége a közelmúltban folyamatosan növekedett:
| Év   | Lakosság |
| ---- | -------- |
| 1940 | 25 709   |
| 1961 | 55 812   |
| 1972 | 76 515   |
| 1981 | 103 839  |
| 1993 | 155 521  |
| 2007 | 200 306  |

## Képek

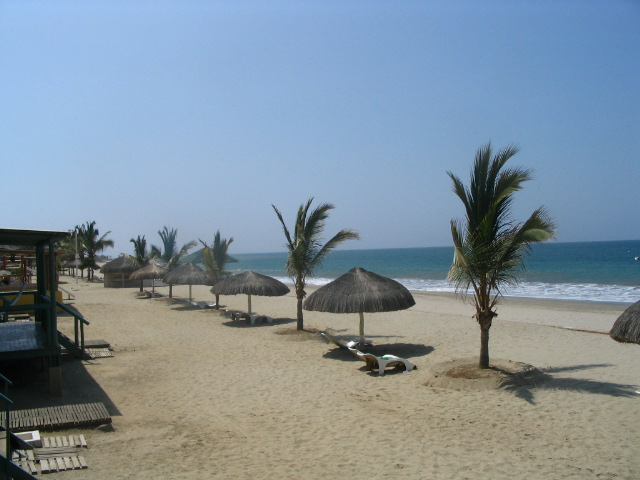
Punta Sal tengerpartja
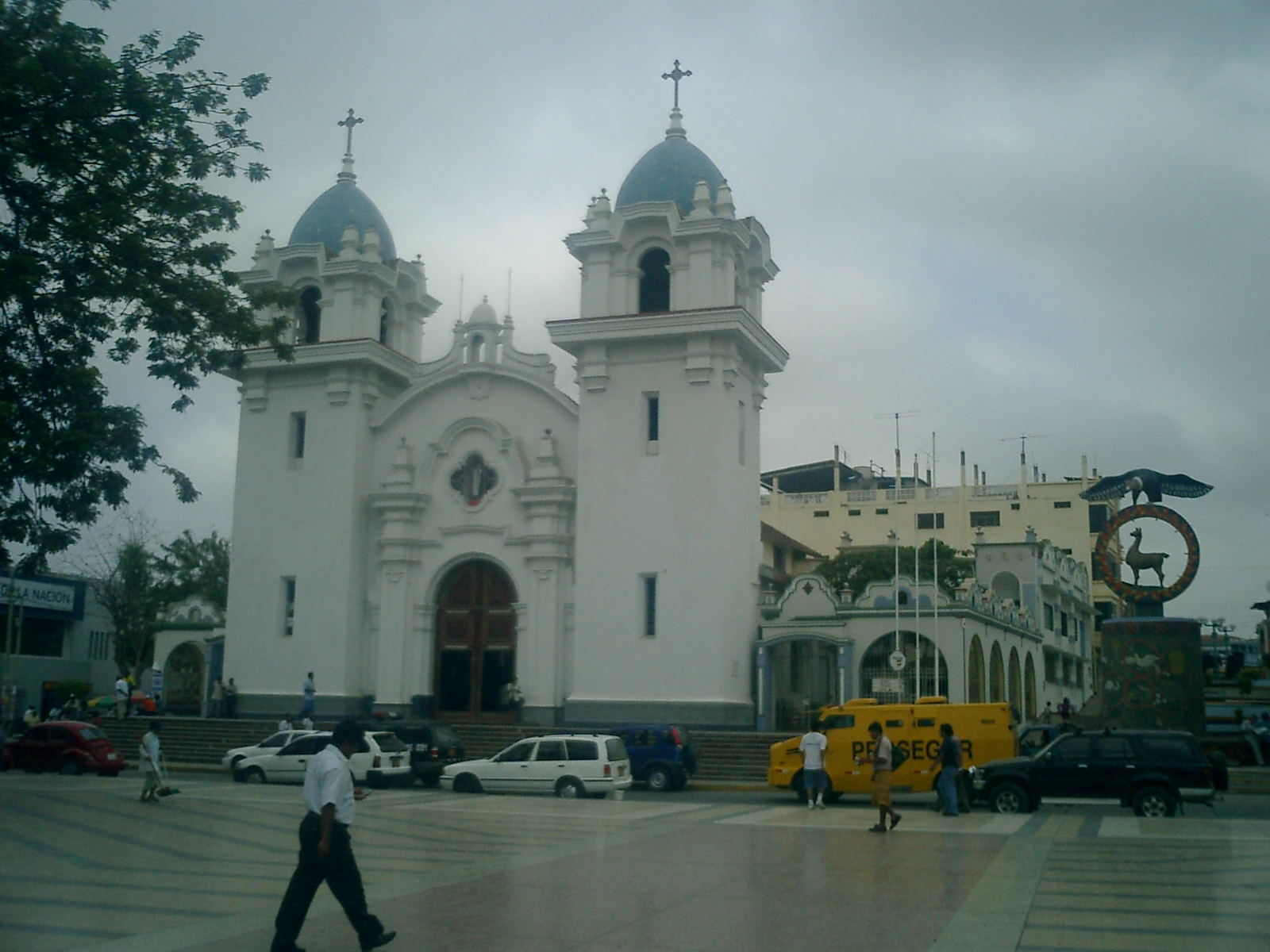
A tumbesi Tolentinói Szent Miklós-székesegyház
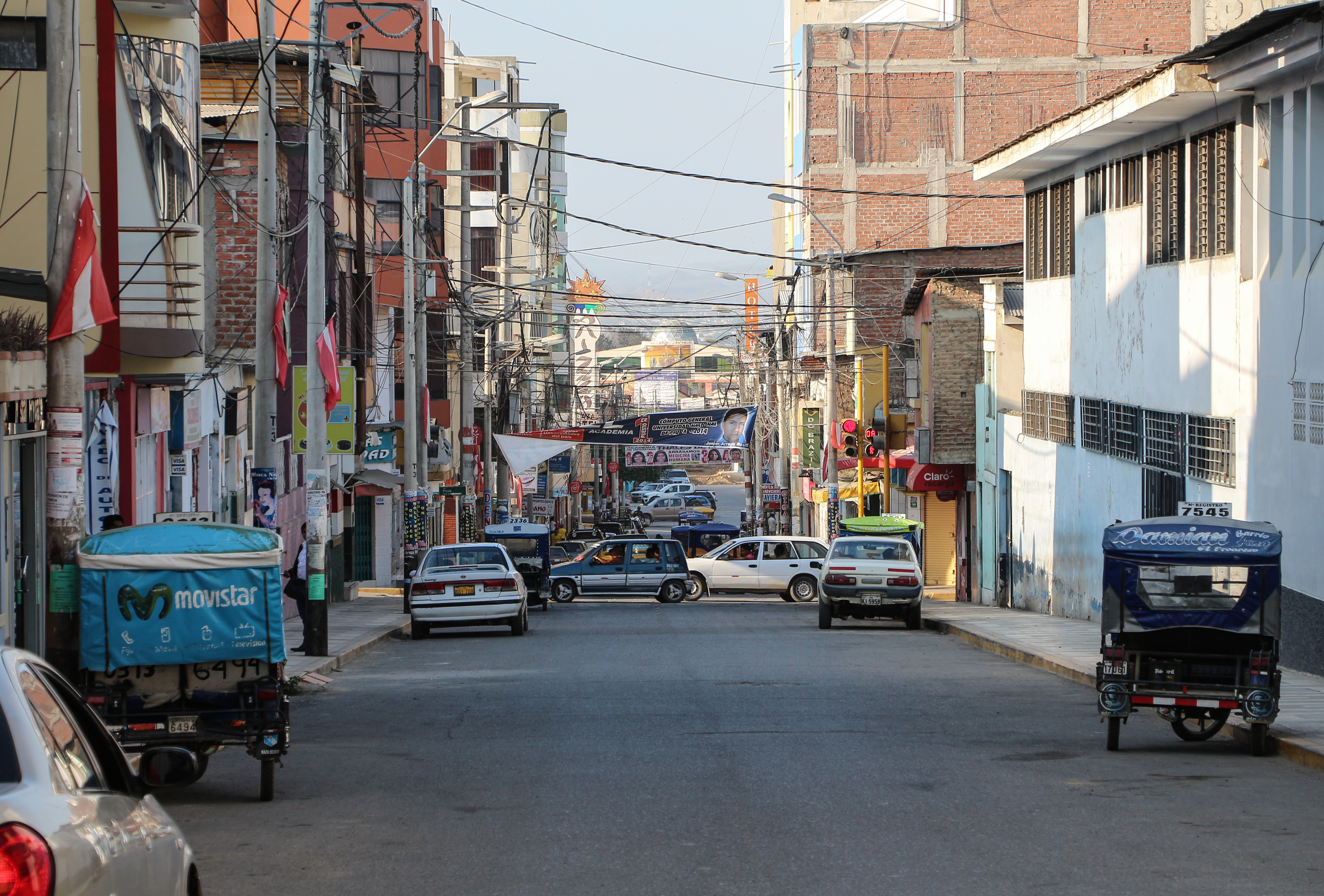
Tumbesi utcakép
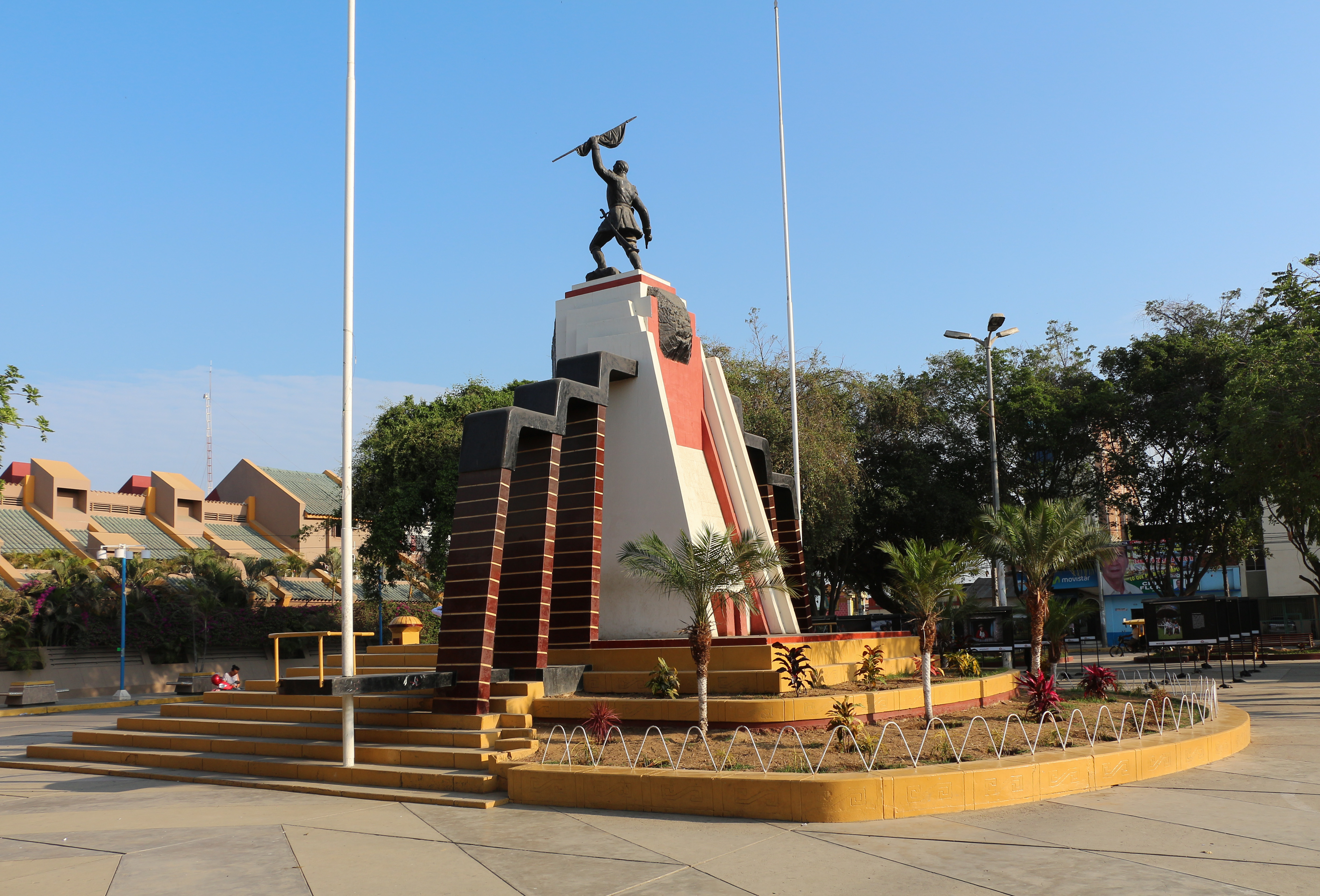
Francisco Bolognesi emlékműve